# Lotte Hendrich-Hassmann
Lotte Hendrich-Hassmann, née à Graz en 1932 et morte à Vienne en 2007, est une artiste, photographe et vidéaste autrichienne.

## Biographie
Elle est diplômée de l'école textile de Vienne. Elle étudie à l'Université des arts appliqués de Vienne avec les professeurs Eduard Josef Wimmer-Wisgrill et Margarethe Klimt (de). Elle réalise des œuvres textiles. À la fin des années 1960, elle expérimente le collage. Elle est proche de Peter Weibel et VALIE EXPORT. À partir du milieu des années 1970, elle se consacre à la photographie, au cinéma et à la vidéo.
En 1977, elle s'engage en tant qu'organisatrice au sein de l'association Intakt.

## Expositions
- Eine Bildgeschichte in sechs Großformaten, Fotogalerie Stadtpark, Graz, 1979[3]
- Fotocollagen, Fotomontagen und Fotoübermalungen, Galerie Lang, Graz, 1980
- Fotoserien, Fotomontagen und Fotoübermalungen, Alte Schmiede, Vienne, 1981
- Erinnerungen an die Kindheit in Bild und Ton, erste Fassung mit Farbfotos und vier Tonbandkassetten, Galerie IntAkt-Treffpunkt im Griechenbeisl, Vienne, 1982
- Portrait einer Landschaft, Zweierkombinationen von 80 Farbfotos nach Jahreszeiten aufgebaut, Ganggalerie im Rathaus, Graz, 1984
- 25 S/W Fotos Natürliche Spiegel und 25 Farbfotos Künstliche Spiegel, Ganggalerie im Retzhof, Leibnitz, 1986
- Meine Liebe zur Geometrie, Fotocollagen und Fotoobjekte, Fotogalerie Wien, Vienne, 1988
- Blickvorlagen, Fotoinstallationen, Collagen, Fotos mit Spiegeln, Kulturzentrum Belevedereschlößl, Stockerau, 1990
- Fotocollagen, Computerfotografie IntAkt-Loft, Wien: "Bild-Mit-Teilungen" Fotocollagen und Objekte, Galéria Gerulata, Bratislava, 1993
- Vorstellungmeiner Ideen zum Thema, IntAkt-Präsentationsraum WUK, Vienne, 1995
- Doppelte Ferne - Schonungslose Nähe Lichtfotos, Fotocollagen, Fotos mit Spiegeln, Wort und Bild Galerie, Vienne, 1996
- Rahmenfüllungen, Galerie Windspiel Wien, Vienne, 2001
- 2004 Galerie am Park, Wien "Wie viele Teile braucht ein GANZES" (TAFELBILDER, einzeln und zusammengesetzt)
- Emergenz, Kreativzentrum der Stadt Baden, 2006
- Einheit des Ortes, der Handlung und der Zeit, Galerie Gigant, Viene, 2007
- Intakt - les pionnières, Fotogalerie, Vienne, 2008
- Die achtziger Jahre in der Sammlung des MUSA, Wien Museum MUSA, 2015[4]

## Réalisations
- Zeit-Ab-Läufe, Bright Day, 16 mm,  Exp. Farbfilme[3]
- Vogelscheuchen in Lengenfeld, 16 mm, Doku einer IntAkt-Aktion, 1980
- B37, 16 mm Film, strukturierte Doku, Österr. Filmtage Wels 1988
- Frau Rosa Gager, 1976-77, 60 min[2]
- Umsehen, Farbvideo, Graz, 1979
- Die Schattenseite des Lebens, IntAkt Galerie, Vienne, 1982
- Der Bildschirm als Projektionsfläche, Galerie Lang, Seebarn 1984
- Mitten im Endlosband, Künstlerinnenportraits, Ö. Filmtage Wels, 1987